# クーナバラブラン (小惑星)
クーナバラブラン (2618 Coonabarabran) は小惑星帯の小惑星である。サイディング・スプリング天文台でエレノア・ヘリンとシェルテ・バスによって発見された。
サイディング・スプリング天文台の近くにあるオーストラリアのニューサウスウェールズ州の街、クーナバラブランから命名された。